# Agnès Soral

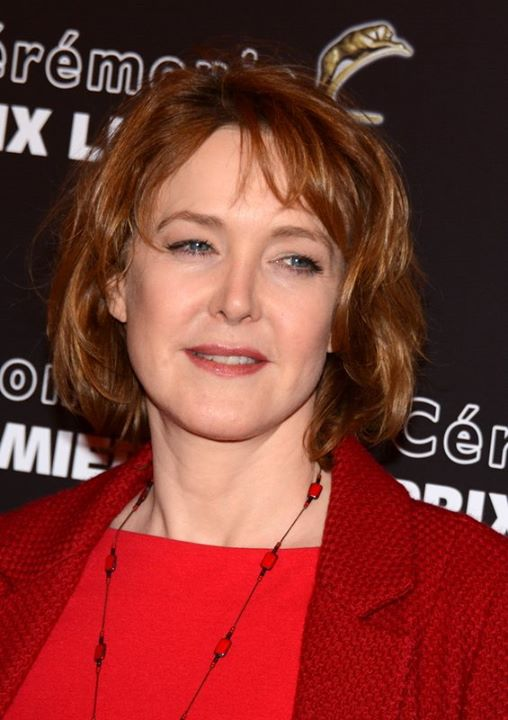
Agnès Soral, Prix Lumières 2014

Agnès Soral (* 8. Juni 1960 in Aix-les-Bains, Savoie, Frankreich; eigentlich Agnès Bonnet de Soral) ist eine schweizerisch-französische Theater- und Filmschauspielerin.

## Leben
Agnès Soral wurde 1960 in Aix-les-Bains als drittes und letztes Kind eines Schweizer Rechtsberaters und einer französischen Notarschreiberin geboren. Ihr zwei Jahre älterer Bruder ist der rechtsextreme Essayist Alain Soral, von dem sie sich 2014 öffentlich scharf distanzierte. Als sie 13 Jahre alt war, zogen sie und ihre Familie nach Grenoble, wo sie das örtliche Konservatorium besuchte. Sie schloss sich der Amateur-Schauspieltruppe Foyer Parmentier an und war unter anderem als Marionettenspielerin tätig. Mit 15 Jahren ging sie nach Paris, wo sie unter anderem als Mannequin und Platzanweiserin im Kino arbeitete und einen Schauspielkurs bei Françoise Le Bail und Georges Wilson besuchte. Sie gab 1976 in Dimítris Kollátos’ Stück Voyage avec la drogue et la mort am Théâtre d’Art et d’Essai ihr Theaterdebüt.
Soral war 1977 in Claude Berris Melodram Aller Anfang macht Spaß (TV: Ein Moment der Verwirrung, Un moment d’égarement) erstmals in einem Kinofilm zu sehen. Sechs Jahre später spielte sie erneut unter der Regie Berris in dessen Filmdrama Am Rande der Nacht (Tchao pantin, 1983). Für ihre Darstellung der jungen Punkerin Lola erhielt sie zwei César-Nominierungen als Beste Nebendarstellerin und Beste Nachwuchsdarstellerin und wurde damit einem breiteren Publikum bekannt.
Im Jahr 1986 trat die 1,78 Meter große Schauspielerin neben Jürgen Prochnow und Senta Berger in Michael Verhoevens Film Killing Cars auf. Für das Filmdrama Fürchten und Lieben arbeitete sie 1988 mit der deutschen Regisseurin Margarethe von Trotta zusammen. In dem starbesetzten Fernsehmehrteiler Katharina die Große (Catherine the Great, 1995) spielte sie als Gräfin Bruce die Vertraute Katharinas II., die von Catherine Zeta-Jones verkörpert wurde. Ein Jahr später gehörte Soral auch zur Besetzung von Volker Schlöndorffs Der Unhold. Auf der Theaterbühne war sie im Laufe der Jahre unter anderem in Stücken von Marguerite Duras (Des journées entières dans les arbres), Tennessee Williams (Die Katze auf dem heißen Blechdach) und Bertolt Brecht (Herr Puntila und sein Knecht Matti) zu sehen.
Soral gab 1998 mit dem Kurzfilm Ça boum ihr Regiedebüt. Im Jahr 2006 nahm sie an der französischen Version von Ich bin ein Star – Holt mich hier raus! teil, um nach eigenen Angaben auf den Schutz des Regenwalds aufmerksam zu machen. Seit 2007 ist Soral Schirmherrin der Gesellschaft Aquaverde, die sich mit der indigenen Bevölkerung Brasiliens für den Erhalt des Amazonas-Regenwaldes einsetzt.

## Filmografie (Auswahl)
- 1977: Aller Anfang macht Spaß (TV: Ein Moment der Verwirrung) (Un moment d’égarement)
- 1979: Du träumst ja, mein Lieber! (C’est grand chez toi)
- 1983: Am Rande der Nacht (Tchao pantin)
- 1984: Die Teufelshochzeit (Noces de soufre)
- 1986: Killing Cars
- 1986: Das Blau der Hölle (Bleu comme l’enfer)
- 1986: Twist Again in Moskau (Twist again à Moscou)
- 1986: I Love You
- 1988: Fürchten und Lieben
- 1989: Sehnsucht nach Australien (Australia)
- 1994: Fenster nach Paris (Salades russes)
- 1994: Im Netz der Leidenschaft (Target of Suspiction)
- 1994: Bando und der goldene Fußball (Le ballon d’or)
- 1995: Katharina die Große (Catherine the Great) (TV-Zweiteiler)
- 1996: Männer und Frauen – Eine Gebrauchsanweisung (Hommes, femmes, mode d’emploi)
- 1996: Der Unhold
- 2003: Das starke schwache Geschlecht (Drôle de genre) (TV-Film)
- 2005: L’antidote
- 2005: Le courage d’aimer
- 2006: Vögel des Himmels (Les oiseaux du ciel)
- 2006: Les brigades du Tigre
- 2009: Serie in Schwarz (Suite noire) (TV-Reihe, eine Folge)
- 2011: Die Vier (Les invincibles) (TV-Serie, vier Folgen)
- 2012: Cassos
- 2012: Julie Lescaut (TV-Serie, 1 Folge)
- 2012: Par les épines
- 2013: Pauvre Richard!
- 2013: Les petits joueurs
- 2014: Salaud, on t’aime.
- 2014: Calomnies
- 2017: Büro der Legenden (Le Bureau des légendes, TV-Serie, 1 Folge)

## Auszeichnungen
- 1984: Zwei Nominierungen für den César als Beste Nebendarstellerin und als Beste Nachwuchsdarstellerin für Am Rande der Nacht
- Ende 1990er-Jahre: Chevalier de l’Ordre des Arts et des Lettres[5]